# Son Gohan
Son Gohan (孫悟飯 (Tôn Ngộ Phạn)) là một nhân vật hư cấu trong Dragon Ball. Được tạo ra bởi Akira Toriyama. Là con trai cả của Goku và Chi-Chi, anh trai của Son Goten, và là người Saiya lai Trái Đất đầu tiên. Cậu được đặt tên theo tên của ông nuôi của Goku (Đại thánh Son Gohan).
Gohan là một người có trí tuệ của người Trái Đất, nhút nhát và hiếu học, và là một đứa trẻ không có tinh thần chiến đấu của người Saiya. Cậu đã phải sử dụng một nửa người Saiya tiềm năng và sự tức giận để trở nên mạnh hơn (khi đánh với Cell), trở thành một trong những người mạnh nhất trong các chiến binh Z. Là một người có học, Gohan đã từ bỏ nhiệm vụ siêu anh hùng của mình và dùng tâm trí của mình để trở thành một học giả. Sau nhiều biến cố, anh nhận ra mình phải mạnh mẽ hơn để bảo vệ mọi người nên đã quay lại tập luyện với thầy Piccolo của mình.

## Bản thân
Gohan lúc nhỏ rất là mít ướt, đụng đâu khóc đó, nhưng sau khi Goku và Raditz chết, Piccolo đã huấn luyện cho Gohan một cách nghiêm khắc và sau đó 1 năm, Gohan đã trở thành một cậu bé mạnh mẽ.
Khi chiến đấu với Cell, Gohan và bố đã vào căn phòng thời gian của thượng đế 3 năm và đã tu thành Siêu Saiya, khi đã trở thành Siêu Saiya, Gohan mới bộc phát được sức mạnh của một người mang 2 dòng máu, mạnh hơn cả một người Saiya thuần chủng.
Lớn lên, cậu đã nhờ Bulma thiết kế cho một bộ đồ để hành hiệp với cái biệt hiệu Great Saiya-man. Nhưng không may cho cậu là Videl, con gái ông Mr.Satan đầu xù lại biết được bí mật của cậu và bắt cậu tham gia đại hội võ thuật nếu muốn giữ bí mật. Bên cạnh đó,Videl đã nhờ Gohan dạy võ công cho mình và cả hai đã cùng nhau tham gia đại hội võ thuật năm đó.
Mưa dầm thì thấm lâu, trải qua nhiều khó khăn họ ngày càng hiểu nhau hơn, tình cảm giữa đôi bạn trẻ dần nảy nở trở thành tình yêu. Sau khi cưới nhau thì họ đã sinh được 1 bé gái đặt tên là Pan.
Pan là thế hệ thứ ba của người Saiyan lai với người Trái Đất, cô bé là con gái của Videl và Gohan, là cháu nội của Son Goku và cũng là nhân vật được nhắc đến tương đối nhiều trong các thế hệ trẻ sau này. Trong Dragon Ball GT, Pan đã có được rất nhiều cơ hội để thể hiện sức mạnh của mình.
Dù rằng trong số những lần xuất hiện, Pan chưa hề biến hình thành Super Saiyan nhưng họa sĩ Toriyama cũng đã từng úp mở về việc Pan vẫn biết biến hình đó nhé. Và theo lời của họa sĩ này thì Pan còn mạnh hơn hai anh chàng Goten và Trunks nhiều. Sức mạnh của Pan sẽ bộc phát nhiều hơn khi cô nàng trở nên tức giận. Thậm chí Trunks sau khi thấy Pan thi triển sức mạnh còn nhận xét rằng cô bé này sẽ còn vượt xa cả mình.

## Sức mạnh chiến đấu
Gohan được mạnh mẽ hơn sau khi tập luyện cho cuộc chiến chống lại những người Saiya với Piccolo: sức mạnh chiến đấu của Gohan cao nhất là 2800 khi đối đầu với Nappa và Vegeta. Sau khi đến hành tinh Namek, mức năng lượng của Gohan tăng lên đến 14.000. Sau khi cuộc chiến chống lại Biệt đội sát thủ Ginyu, sức chiến đấu của Gohan là 200.000, đủ sức để quật ngã Frieza.
Sức mạnh của Gohan phát triển thậm chí còn cao hơn khi Gohan huấn luyện với cha mình và đạt được hình thức Super Saiya 2. Tiềm năng Gohan lớn hơn cha của mình và sức mạnh của mình đã vượt qua Cell khi anh chiến đấu với Cell, nhưng trái tim dịu dàng của mình ngăn cản không cho anh hoàn toàn sử dụng nó. Gohan cuối cùng đạt Super Saiya 2, lúc này anh trở nên mạnh mẽ hơn bất kỳ các chiến binh Z khác và Super Perfect Cell.
Đến thời điểm ngày 25 giải đấu đại hội võ thuật thế giới, do thiếu luyện tập, Gohan không còn mạnh mẽ nhưng anh cũng đủ mạnh mẽ để chiến đấu Dabura và cũng tổ chức đấu với Ma Bư trong một thời gian ngắn.Tuy nhiên, sau khi đào tạo với Z Sword, Old Kai tin rằng Gohan sẽ có thể đánh bại Majin Buu. Sau khi Z Sword bị hỏng Gohan có tiềm năng mở khóa của mình hơn nữa nhờ việc Old Kai giải phóng sức mạnh tiềm năng của Gohan giúp anh đạt được trạng thái Mystic (Ultimate Gohan) , anh vượt Super Saiya 2 và thậm chí Super Saiya 3 (theo Super thú vị Trận Hướng dẫn, Gohan được khẳng định mạnh hơn Gotenks trong thời gian luyện tập.  Gohan có đủ sức mạnh để đánh bại Super Buu trong trạng thái thường xuyên của mình, và cầm cự một lúc trước Super Buu sau khi hắn hấp thụ Gotenks và Piccolo, trước khi cuối cùng đã bị đánh bại bởi sức mạnh vượt trội của Super Buu. Dù là bị Buu đánh bại nhưng Gohan cũng không hề từ bỏ.
Trong Dragon Ball Super, Gohan đã yếu đi nhiều do không luyện tập thường xuyên mà chú tâm vào công việc và gia đình, tới mức anh tạm thời mất đi trạng thái Mystic, không thể phát huy hết sức mạnh của Super Saiyan 2 nhưng anh vẫn đủ sức đánh với lính của Freeza khi hắn tấn công địa cầu. Sau khi tận mắt chứng kiến thầy Piccolo đỡ chưởng thay anh từ Freeza mà chết, rồi thêm việc hắn phá nổ Trái Đất, Gohan nhận ra mình phải mạnh mẽ hơn để bảo vệ mọi người, đặc biệt là vợ con, anh đã quyết định quay lại luyện tập với thầy Piccolo của mình và đã lấy lại được trạng thái Mystic.

## Các dạng biến hình của Gohan:
Super Saiyan: Gohan đã đạt được SSJ trong phòng luyện tập thời gian. Trong Cell games, cậu còn mạnh hơn bố với trạng thái Super Saiya Full-Power. 7 năm sau do ngừng luyện tập nên Gohan yếu đi. Khi luyện tập cho đại hội võ thuật sức mạnh cậu đã tăng lên.
Super Saiyan 2: Gohan cũng đạt trạng thái này trong phòng luyện tập thời gian nhưng không duy trì được lâu. Trong Cell games, do Cell giết số 16 nên cậu đã nổi giận hóa thành SSJ2. 7 năm sau do thiếu luyện tập nên SSJ2 của cậu đã yếu đi. Cậu sử dụng trạng thái SSJ2 trong đại hội võ thuật, trong Buu Saga và nửa đầu bộ Dragon Ball Super.
Mystic/ultimate/Unlocked Potential (Gohan ver): Old Kaioshin đã đánh thức sức mạnh tiềm ẩn của Gohan và thành quả là cậu đạt trạng thái này. Trạng Thái này mạnh hơn SSJ3 Goku và Super Buu ở dạng thông thường (nếu không tính việc hợp thể và hấp thụ thì Gohan Mystic là kẻ mạnh nhất lúc đó) nhưng do Buu hấp thụ Gotenks và Piccolo nên Gohan đã bị đánh bại. Trong phần Super, Gohan dùng trạng thái này để đấu với Beerus nhưng không lại do cậu lâu ngày không tập luyện nên đã mất đi trạng thái này. Về sau, trong Dragon Ball Super, cậu được Piccolo giúp đỡ tập luyện và lấy lại trạng thái Ultimate với nguồn sức mạnh hơn cả trước kia, mạnh hơn cả SSJ God, có thể chống cự lại một khoảng thời gian ngắn trước SSJ Blue Goku và Goku đã dùng đến Blue Kaioken để hạ gục được được cậu.
Gohan Beast: Trạng thái này là trạng thái mới nhất của Gohan và được cho là sự tiến hoá của dạng Mystic và sự thức tỉnh "con thú" ngủ sâu trong anh. Trong dạng này Gohan có một làn da nhợt nhạt, mái tóc trắng dựng đứng nhưng dài và nhọn hơn nhiều dạng cơ bản cùng đôi mắt đỏ đầy sự hoang dã và tàn bạo. Dạng này của Gohan cùng dạng Orange của Piccolo đã đưa sức mạnh của họ ngang bằng với Goku và Vegeta . Lần đầu xuất hiện trong Dragon Ball Super: Super Hero.

## Diễn viên lồng tiếng
- Japanese Dub: Masako Nozawa
- Ocean Dub: Saffron Henderson (young through Android Saga) Jillian Michaels (Cell Games Saga) Brad Swaile (teen and adult)
- Funimation Dub: Stephanie Nadolny (young and teen) Kyle Hebert (adult) Dameon Clarke (Trunk's timeline adult)
- Latin American Dub: Laura Torres (young and teen) Luis Alfonso Mendoza (adult)
- German Dub: Sandro Blumel (young) Robin Kahnmeyer (teen and adult)
- Brazilian Dub: Fátima Noya (young) Yuri Chesman (teen) Vagner Fagundes (adult)
- Italian Dub: Patrizia Scianca (young) Davide Garbolino (teen and adult)
- Tagalog, Hiligaynon and Cebuano Dub: Robert Brillantes
- Hungarian Dub: Koltai Judit (young) Csőre Gábor (teen and adult)
- Lông tiếng Việt: Ái Phương (DB Kai-lúc nhỏ), Hoàng Khuyết (DB Kai-thiếu niên và trưởng thành), Hoàng Sơn (Dragon Ball Super)